# Parafia Opieki Matki Bożej w Słubicach
Parafia Opieki Matki Bożej – parafia prawosławna w Słubicach, w dekanacie Zielona Góra diecezji wrocławsko-szczecińskiej.
Na terenie parafii funkcjonuje 1 cerkiew:
- cerkiew Opieki Matki Bożej w Słubicach – parafialna

## Historia
Placówka prawosławna w Słubicach powstała w 2003 jako filia parafii w Torzymiu. Samodzielna parafia została erygowana przez arcybiskupa wrocławskiego i szczecińskiego Jeremiasza dekretem nr 275.9.06. z dnia 22 maja 2006. Parafię tworzą Polacy, Łemkowie, Ukraińcy, Białorusini, Rosjanie i Niemcy.
Początkowo (do czasu utworzenia parafii) nabożeństwa odbywały się raz w miesiącu w budynku dzisiejszego katolickiego centrum studenckiego. W latach 2006–2015 świątynią parafialną była cerkiew domowa zlokalizowana przy ulicy Henryka Sienkiewicza 24C. Od maja 2011 trwa budowa wolnostojącej świątyni (przy ulicy Bolesława Krzywoustego), wzorowanej architektonicznie na cerkwi Opieki Matki Bożej na Nerli. Od 2015 we wznoszonym obiekcie odprawiane są wszystkie nabożeństwa parafialne.

## Wykaz proboszczów
- 2006–2012 – ks. Dariusz Ciołka
- od 2013 – ks. Michał Koval